# Ty mocný, silný, veliký
Ty mocný, silný, veliký je česká duchovní píseň vzniklá zhudebněním básně Jana Evangelisty Nečase z roku 1905. Její nápěv složil ThDr. Karel Eichler pro jím sestavený kancionál Cesta k věčné spáse. Má tři sloky a v jednotném kancionále, v němž má upravený text, je označena číslem 905.